# Aiglun (Alpes-Maritimes)
Aiglun település Franciaországban, Alpes-Maritimes megyében. Lakosainak száma 99 fő (2022. január 1.). Aiglun Gréolières, Le Mas, Les Mujouls, Roquestéron-Grasse, Sallagriffon és Sigale községekkel határos.

## Népesség
A település népességének változása:
| Lakosok száma | 50   | 94   | 91   | 94   | 89   | 86   | 91   | 94   | 93   | 99   |
|               | 1968 | 1982 | 1990 | 2006 | 2013 | 2015 | 2017 | 2019 | 2020 | 2022 |